# Eltchin Azizov
Elchin Azizov (en azéri : Elçin Yaşar oğlu Əzizov), né le 13 août 1975, est un chanteur lyrique azerbaïdjanais de tessiture baryton. De 1992 à 2001, il est membre de l'équipe Parni iz Baku de l'émission de télévision russe KVN. Depuis 2008, il est soliste au Théâtre Bolchoï de Moscou.

## Biographie

### Formation
Elchin Azizov est diplômé de l'Université d'État de la culture et des arts d'Azerbaïdjan. Il poursuit ses études au studio d'opéra de l'Académie de musique de Bakou avec Azad Aliyev, chef d'orchestre, et à l'Université Mozarteum de Salzbourg avec Richard Miller et Alessandro Misciasci. Il intègre le Centre d'opéra de Galina Vishnevskaya à Moscou, avec Badri Maisuradze. 

### Carrière
Depuis 2008, Azizov est soliste au Théâtre Bolchoï. En septembre 2011, par décret du président de la République d'Azerbaïdjan Ilham Aliyev, Elchin Azizov est nommé Artiste émérite de la République d'Azerbaïdjan. Le 27 mai 2018, sur ordre du président de l'Azerbaïdjan, Elchin Azizov  reçoit le titre honorifique d'Artiste du peuple de la République d'Azerbaïdjan, « pour ses mérites dans le développement de la culture azerbaïdjanaise ».
Elchin Azizov joue également dans des films azeris, russes, turcs. De plus, il est réalisateur de plusieurs films et productions théâtrales. Azizov est un participant et membre du jury de l'émission télévisée Propriété de la République.